# Славинка (Приморский край)
Славинка — село в Спасском районе Приморского края, входит в состав Хвалынского сельского поселения.

## География
Дорога к селу Славинка отходит на восток от автотрассы «Уссури» между селом Хвалынка и городом Спасск-Дальний. Расстояние до автотрассы «Уссури» около 4 км, до города Спасск-Дальний около 6 км.
По северной окраине села Славинка протекает правый приток реки Спасовка.
На восток от села Славинка идёт дорога к селу Зеленовка.

## Население
| 1900 | 1903 | 1912 | 1923  | 1926  | 1959 | 1970 |
| ---- | ---- | ---- | ----- | ----- | ---- | ---- |
| 345  | ↗501 | ↗668 | ↗1113 | ↗1203 | ↘600 | ↘500 |
| 1979 | 2002 | 2010 |       |       |      |      |
| ↘407 | ↗475 | ↗503 |       |       |      |      |

## Улицы
| - ул. Животноводческая, - пер. Клубный, - ул. Колхозная, - ул. Партизанская, | - ул. Полевая, - ул. Преображенская, - пер. Светлый, - пер. Солнечный, | - ул. Строительная, - пер. Тихий, - ул. Центральная, - ул. Шевченко. |

## Экономика
Сельскохозяйственные предприятия Спасского района.

## Инфраструктура
В окрестностях села Славинка находятся садово-огородные участки жителей города Спасск-Дальний.